# Zgoda (powiat łowicki)
Zgoda – wieś w Polsce położona w województwie łódzkim, w powiecie łowickim, w gminie Bielawy.
W latach 1975–1998 miejscowość należała administracyjnie do województwa skierniewickiego.

## Zabytki
Według rejestru zabytków Narodowego Instytutu Dziedzictwa na listę zabytków wpisane są obiekty:
- mogiła i pomnik (w lesie), 1943, nr rej.: 896-A z 21.12.1992